# Парламентські вибори у Ліхтенштейні 1989
Парламентські вибори 1989 року в Ліхтенштейні проходили 3 і 5 березня.

За період від попередніх виборів парламент був розширений з 15 до 25 місць. Більшість отримала партія Патріотичний союз, забезпечивши собі у ландтазі 13 місць із 25. Явка виборців склала 90,88%.

| Партія                       | Партія                          | Голосів | %     | Місць | +/-  |
| ---------------------------- | ------------------------------- | ------- | ----- | ----- | ---- |
|                              | Патріотичний союз               | 75 417  | 47,15 | 13    | +5   |
|                              | Прогресивна громадянська партія | 67 382  | 42,12 | 12    | +5   |
|                              | Вільний список                  | 12 090  | 7,56  | 0     | 0    |
|                              | Позапартійний список            | 5 061   | 3,16  | 0     | нова |
| Недійсних/порожніх бюлетенів | Недійсних/порожніх бюлетенів    | 137     | —     | —     | —    |
| Усього                       | Усього                          | 12 094* | 100   | 25    | +10  |

* Кожен виборець має стільки голосів, скільки місць у парламенті, тому загальна 
кількість голосів, відданих за різні партії, більше, ніж кількість виборців.